# Richard Rokyta
Richard Rokyta (* 19. ledna 1938 Užhorod) je český fyziolog specializující se na neurofyziologii, emeritní proděkan 3. lékařské fakulty Univerzity Karlovy v Praze a bývalý přednosta Ústavu normální, patologické a klinické fyziologie.

## Život
Narodil se v Užhorodu, kde jeho otec působil jako veterinární lékař. V roce 1961 absolvoval Lékařskou fakultu Univerzity Karlovy v Plzni, do roku 1982 pracoval jako odborný asistent Ústavu patologické fyziologie LF UK v Plzni, a do 1990 jako vedoucí katedry fyziologie 3. lékařské fakulty Univerzity Karlovy v Praze (tehdy pod názvem Lékařská fakulta hygienická). V období 1990–2009 byl přednostou Ústavu normální, patologické a klinické fyziologie 3. LF UK v Praze (v letech 1990–1995 nesl název Ústav fyziologie). V roce 1991 získal titul profesora normální a patologické fyziologie a v letech 1990–1996 byl proděkanem 3. LF UK.
Zabývá se centrálními talamokortikálními spojeními, bolestí a její projekcí do různých mozkových struktur a také možnostmi její diagnostiky prostřednictvím biochemických metod a ovlivňováním bolestivých stavů. Je členem redakčních rad několika mezinárodních časopisů a šéfredaktorem časopisu Bolest. Od francouzské vlády převzal rytířšký Řád akademických palem.
Jeho manželkou je doc. MUDr. Věra Rokytová, CSc. (gynekoložka). Má dva syny, prof. MUDr. Richard Rokyta, Ph.D. (* 1965) je internista zabývající se intenzivní medicínou a kardiologií a MUDr. Pavel Rokyta (* 1967) je gynekolog.